# Caesaromysis hispida
Caesaromysis hispida är en kräftdjursart som beskrevs av Ortmann 1893. Caesaromysis hispida ingår i släktet Caesaromysis och familjen Mysidae. Inga underarter finns listade i Catalogue of Life.